# Omphalea commutata
Omphalea commutata är en törelväxtart som beskrevs av Johannes Müller Argoviensis. Omphalea commutata ingår i släktet Omphalea och familjen törelväxter. Inga underarter finns listade i Catalogue of Life.